# Anita Hegerland
Anita Hegerland (* 3. März 1961 in Sandefjord) ist eine norwegische Sängerin.

## Leben
Sie wurde mit sieben Jahren anlässlich einer Weihnachtsfeier im Schulchor entdeckt. Hegerland hatte zunächst 1970 in Schweden mit Mitt sommarlov, einem Lied in schwedischer Sprache auf die Melodie von La Golondrina, ihren Durchbruch als Kinderstar. Von ihrer ersten Langspielplatte wurden 300.000 Stück verkauft, was für skandinavische Verhältnisse ein großer Erfolg war.
Dem deutschsprachigen Publikum wurde sie 1971 bekannt, als sie als Zehnjährige zusammen mit Roy Black den Titel Schön ist es auf der Welt zu sein aufnahm. Am 5. Juni trat sie in der Rudi Carrell Show auf und sang solo Cowboy-Susi. Inzwischen war Produzent Karl Spiehs auf sie aufmerksam geworden und engagierte sie für seine Filme. Schön ist es auf der Welt zu sein sang sie mit Roy Black in Wenn mein Schätzchen auf die Pauke haut; es war auch im Film Kinderarzt Dr. Fröhlich 1972 zu hören, ohne dass sie selbst dabei auftrat. Hegerland und Black erhielten zweimal Gold für diesen Titel sowie den goldenen Löwen von Radio Luxemburg und die Goldene Schallplatte für mehr als eine Million verkaufter Schallplatten. Im Jahr darauf sangen beide den Titel Verliebt und froh und heiter. Im Film Rudi, benimm dich! (1971) sang sie Lieder von und mit Chris Roberts. An Blacks Seite wiederum wirkte Hegerland auch in der Filmkomödie Alter Kahn und junge Liebe (1973) mit. In den Jahren danach gab es noch vereinzelte musikalische Duette.
Nachdem sie 1985 bei Mike Oldfield beim Song Pictures in the Dark an der Seite von Aled Jones und Barry Palmer einen Gastauftritt gehabt hatte, war sie von 1985 bis 1991 Oldfields Lebensgefährtin. Sie haben zwei gemeinsame Kinder. Mit ihrem jetzigen Lebensgefährten lebt sie in Norwegen. Neben den Gesangsauftritten auf den Mike-Oldfield-Alben Islands und Earth Moving veröffentlichte sie 1994 auf dem Label Virgin eine Solo-CD mit dem Titel Voices, für die sie namhafte Musiker wie Nik Kershaw, Howard Jones und John Uriel gewinnen konnte.
Zum 40-jährigen Jubiläum des Titels Schön ist es auf der Welt zu sein nahm sie diesen zusammen mit Chris Boltendahl und den Musikern der Band Grave Digger in einer Heavy-Metal-Version neu auf. Diese Version wurde im Oktober 2011 veröffentlicht. Im Herbst 2020 nahm sie an der Musiksendung Stjernekamp im norwegischen Rundfunk Norsk rikskringkasting (NRK) teil, wo sie in der zweiten Sendung der Staffel ausschied. Mit dem Sänger und Musikproduzenten Kay Dörfel stand sie seit 2019 auf der Bühne. Das neuproduzierte gemeinsame Duett Das Leben ist ein Wunder sangen sie erstmals vor Publikum im Oktober 2021 zum 30. Todestag von Roy Black.

## Diskografie

### Alben (Auswahl)
- 1970: Trollmannen Lurifiks Og Mange Andre (als Anita)
- 1970: Trylletrall (als Anita)
- 1980: Anita Hegerland
- 1983: All the Way
- 1985: Flørt
- 1994: Voices
- 2000: Anitas beste barnesanger
- 2011: Starfish

### Singles (Auswahl)
- 1969: Du skulle kjøpe deg en tyrolerhatt (Ich kauf mir lieber einen Tirolerhut)
- 1970: En Sån Dag
- 1971: Schön ist es auf der Welt zu sein / Keine 10 Pferde (als Roy Black & Anita)
- 1971: Papi und Mami / Cowboy Susie
- 1972: Da er det skjønt å være til (Schön ist es auf der Welt zu sein) (mit Roy Black)
- 1972: Glück in der Tasche / Der frechste Spatz vom Campingplatz
- 1972: Kinderwunsch / Potpourri (Weihnachtslieder)
- 1973: Verliebt und froh und heiter / Zeig mir die Welt (als Roy Black & Anita)
- 1974: En Ganske Almindelig Dag
- 1976: Motorrad / Sag mir wer hat die Liebe erfunden
- 1976: Schön ist es auf der Welt zu sein (Roy Black & Anita)
- 1980: It’s Too Late / Mucho Mucho
- 1985: Pictures in the Dark (mit Mike Oldfield)
- 1987: The Time Has Come (mit Mike Oldfield)
- 1989: Innocent (mit Mike Oldfield)
- 1994: Voices
- 1994: All Kinds of People
- 1997: Han Er Meg Kjær

## Filmografie
- 1971: Wenn mein Schätzchen auf die Pauke haut
- 1971: Rudi, benimm dich!
- 1973: Alter Kahn und junge Liebe
- 1985: Deilig er fjorden!
- 1987: Torture – Trauma der Vergeltung (Turnaround)